# Ardent Worship
Albums de Skillet
Invincible
(2000) Alien Youth
(2001)
Ardent Worship est le premier album live du groupe de hard rock américain  Skillet publié en 2000 par Ardent Records sept mois après Invincible.

## Liste des titres
| No  | Titre                                | Durée |
| --- | ------------------------------------ | ----- |
| 1.  | Who Is Like Our God                  | 5:15  |
| 2.  | Your Name Is Holy                    | 5:05  |
| 3.  | How Deep the Father's Love for Us    | 4:08  |
| 4.  | Jesus, Jesus (Holy and Anointed One) | 4:14  |
| 5.  | We're Thirsty                        | 3:03  |
| 6.  | Jesus Be Glorified                   | 4:38  |
| 7.  | Sing to the Lord                     | 6:13  |
| 8.  | Angels Fall Down                     | 7:28  |
| 9.  | Safe With You                        | 4:53  |
| 10. | Shout to the Lord                    | 6:30  |